# Pselaphostena pulchripennis
Pselaphostena pulchripennis es una especie de coleóptero de la familia Mordellidae.

## Distribución geográfica
Habita en la Provincia del Cabo (Sudáfrica).